# Aaron Douglas
Aaron Douglas (ur. 23 sierpnia 1971 w New Westminster) – kanadyjski aktor. Znany jest między innymi z roli Galena Tyrola w serialu telewizyjnym Battlestar Galactica.

## Filmografia

### Filmy fabularne
- 2000: Inspektorzy II: Fałszywe Papiery (Inspectors 2: A Shred of Evidence) jako pracownik
- 2001: Perfidna intryga (Love and Treason) jako Paramedyk
- 2003: Oszukać przeznaczenie 2 (Final Destination 2) jako Steve Adams
- 2003: Obcy przyjaciel (The Stranger Beside Me) jako prokurator okręgowy Baines
- 2003: Zanim się pożegnasz (Before I Say Goodbye) jako detektyw Sclafani
- 2003: Porwanie Sinatry (Stealing Sinatra) jako Rewirowy
- 2003: Lizzie McGuire (The Lizzie McGuire Movie) jako Paparazzi
- 2003: X-Men 2 (X2) jako żołnierz
- 2003: Zapłata (Paycheck) jako naukowiec (niewymieniony w czołówce)
- 2003: Do siedmiu razy sztuka (Lucky 7) jako Steven
- 2004: Kroniki Riddicka (The Chronicles of Riddick) jako młody żołnierz
- 2004: Ja, robot (I, Robot) jako Adwokat
- 2004: Z podniesionym czołem (Walking Tall) jako Oszust
- 2004: Kobieta-Kot (Catwoman) jako detektyw #1
- 2004: Wszyscy święci! (Saved!) jako Sanitariusz
- 2005: Głosy (White Noise) jako Frank Black
- 2005: Teoria chaosu (Chaos) jako detektyw
- 2005: Egzorcyzmy Emily Rose (The Exorcism of Emily Rose) jako Adwokat
- 2005: The Little Things jako szef
- 2006: Człowiek z miasta (Man About Town) jako Wspólnik agencji
- 2007: Godziny strachu (Butterfly on a Wheel) jako sierżant – na posterunku policyjnym
- 2007: Battlestar Galactica: Razor jako starszy bosman Galen Tyrol
- 2007: Stories USA jako szef (segment „The Little Things”)
- 2008: Dzień, w którym zatrzymała się Ziemia (The Day the Earth Stood Still) jako sierżant Winter
- 2009: Battlestar Galactica. Plan (The Plan) jako Galen Tyrol
- 2010: Blood: A Butcher's Tale jako Sam
- 2010: Gniewna ławniczka jako prokurator okręgowy Riley

### Seriale telewizyjne
- 2000: Gwiezdne wrota (Stargate SG-1) jako Moac
- 2002: Po tamtej stronie (The Outer Limits) jako Kevin Lockwood
- 2002: Gwiezdne wrota (Stargate SG-1) jako Jaffa #1
- 2002: Cień anioła (Dark Angel) jako pracownik hotelu
- 2002: Tajemnice Smallville (Smallville) jako Michael Birtigo
- 2002: American Dreams jako mężczyzna z kolejki
- 2003–2009: Battlestar Galactica jako Chief Petty Oficer Galen Tyrol
- 2007: Żniwiarz (The Reaper) jako Demon doręczyciel
- 2007: Bionic Woman: Agentka przyszłości jako strażnik więzienny
- 2008: Tajemnice Smallville (Smallville) jako Pierce
- 2016: Dawno, dawno temu (Once Upon a Time) jako uzdrowiciel Fendrake